# Obigo
Obigo Browser — WEB/WAP браузер для мобильных телефонов, смартфонов и других мобильных интернет-устройств (MIDs), разработанный Obigo. Obigo browser может работать на различных платформах, будь то Windows Mobile, S60 и BREW.

## История
Obigo Browser был разработан в 1999, он был тогда первым в мире WAP 1.1 браузером, хотя разработка протокола была начата в 1997.
В 2000, AU-System запустили первый WAP 1.2.1 браузер. Obigo MIC стал частью Obigo C-line (Mobile Suite 1.0) в 2003, тогда Q-line (Mobile Suite 2.0) Obigo Browser стал брендом. В 2005, Obigo Browser стал Интернет обозревателем для мобильных устройств. Obigo является вторым мобильным браузером для Acid2 теста.